# Palau Montagut
El Palau Montagut, també conegut com la Casa de les Aigües, és un palau modernista de Tortosa (Baix Ebre) protegit com a bé cultural d'interès local.

## Descripció

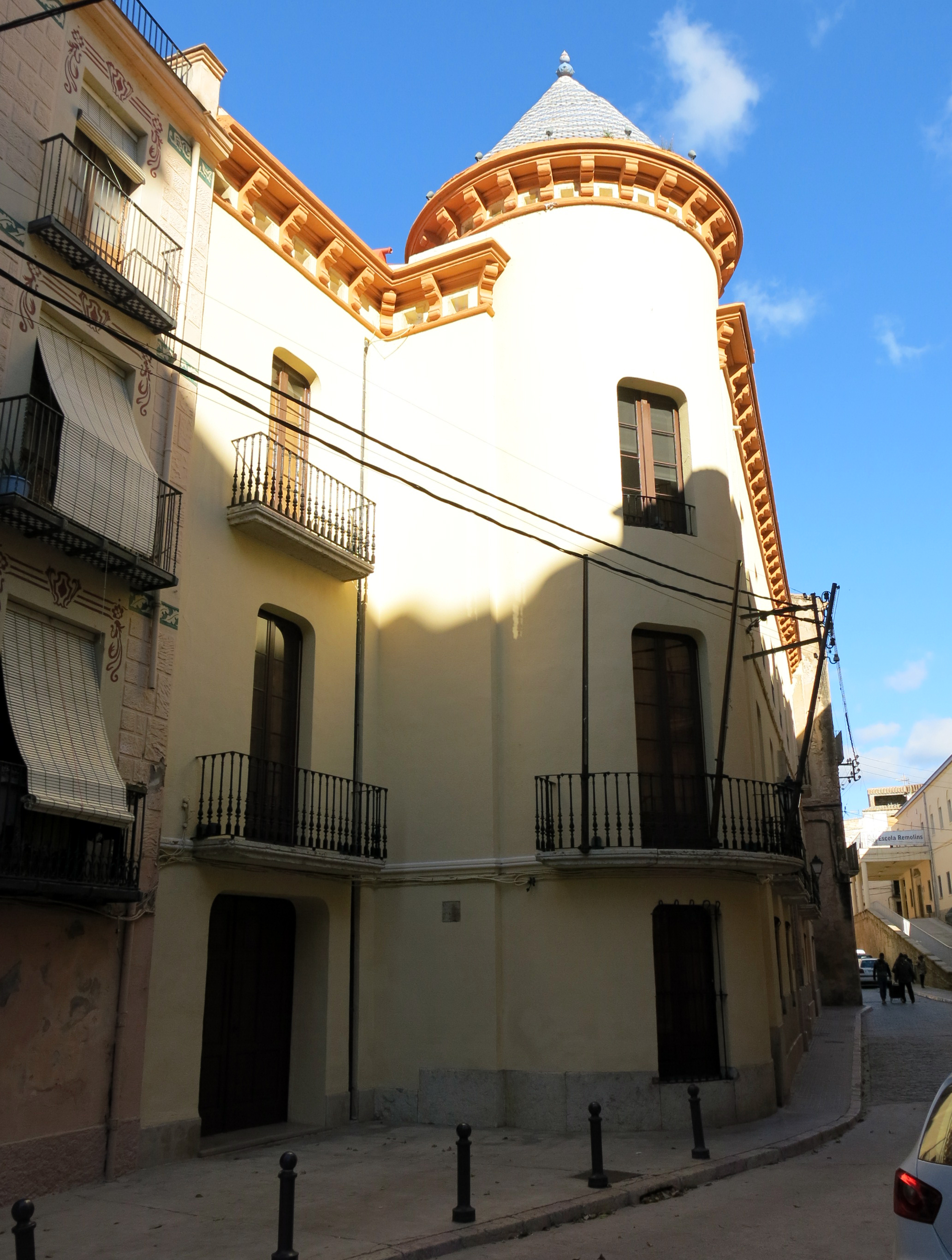
Torre construïda a l'extrem sud de l'edifici, aprofitant la base del portal de Tamarit

L'edifici dona, per la part posterior, a l'avinguda de Felip Pedrell. Consta de planta i dos pisos, el primer concebut com un entresòl. En tractar-se d'un habitatge unificat pertanyent a una família poderosa, presenta una estructura bastant diferent de les finques veïnes. El cos principal, que ocupa en alçada la planta i l'entresòl, està treballada amb arquivoltes i les fulles de fusta estan tallades amb relleus neogòtics. Als costats, hi ha finestres enreixades. Als pisos, les obertures són balcons amb base de pedra i el mateix tipus de reixa. El ràfec simula una estructura clàssica: és de fusta i sostinguda per mènsules decoratives motllurades. A l'extrem sud de l'edifici, el mur s'endarrereix deixant un cos una mica diferenciat que conté a la planta l'antic portal de Tamarit. A l'angle entre aquest i el cos principal s'hi va construir una torre adossada a la base, però circular i exempta a la part superior, amb coberta cònica de manises vidriades. El parament és en tots els pisos, excepte a la franja inferior de la planta, fet amb blocs de pedra. Sobre la porta principal hi ha treballat amb pedra l'escut quarterat dels Montagut, amb un mont heràldic representat al segon i al tercer quarters i un camper losanjat als altres dos.

## Història
La família tortosina dels Montagut descendeix de la branca navarresa dels Monteagudo, provinent de la localitat homònima, el cap de la qual era senyor de la Torre de l'Espanyol. El 1148, Sanç de Montagut ajuda ja Ramon Berenguer IV a reconquerir Tortosa, encara que la família restaria establerta en principi a Móra i després a la Torre de l'Espanyol. Al segle xvii, establerts ja a Tortosa, comencen a participar en la vida pública ciutadana, on ocupen càrrecs importants fins al segle xix. La família ha estat emparentada al llarg dels segles amb les més importants cases tortosines (els Oliver de Boteller, els Cervera, els Capcir...). Els descendents d'aquesta nissaga foren nomenats comtes gràcies al títol donat per Ferran VII a Josep de Montagut i de Salvador. Un escut de la família es conserva a la Catedral, davant de l'altar de sant Josep.

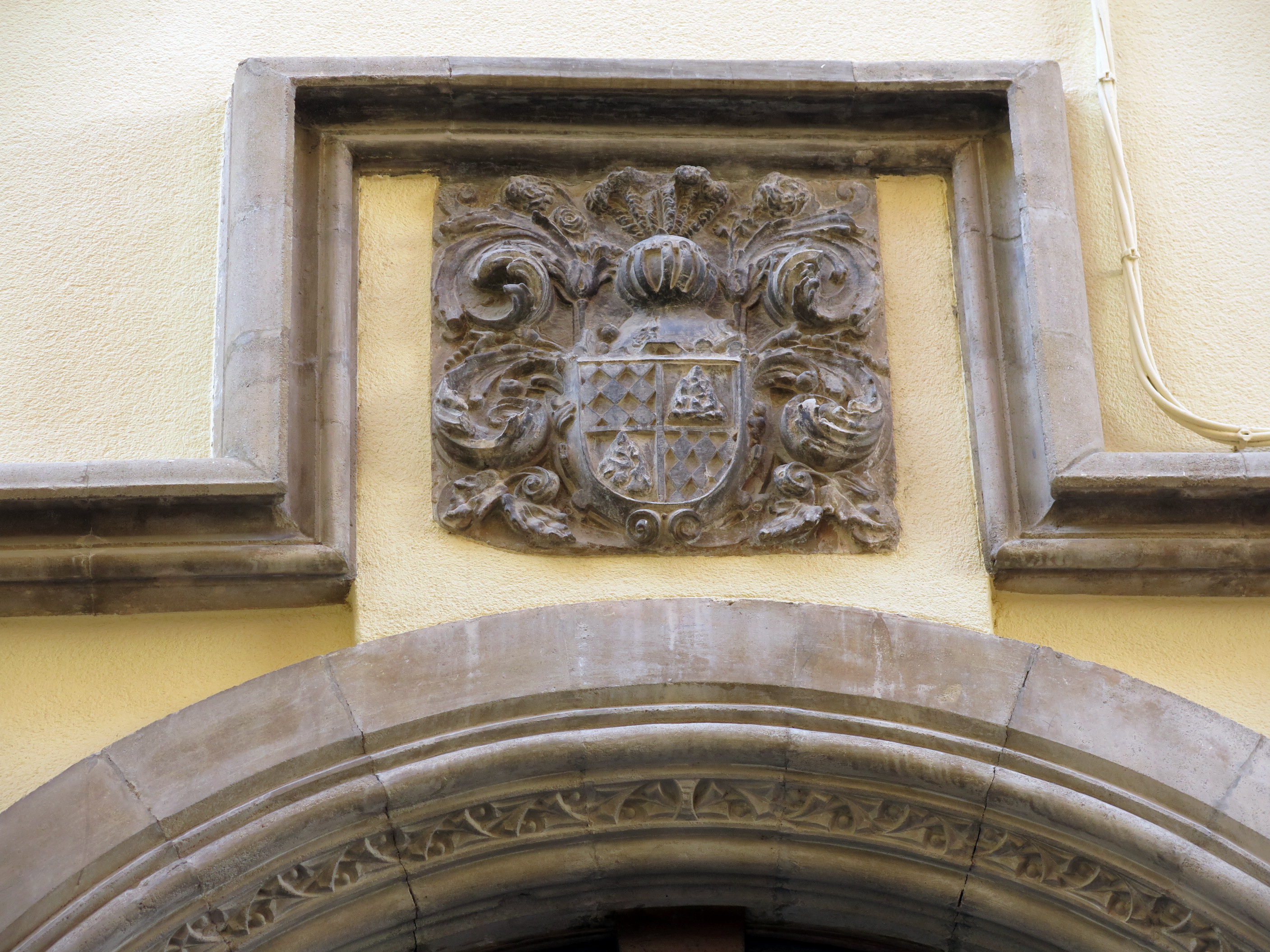
Escut heràldic dels Montagut damunt el portal d'entrada

El 1981, la Comunitat de Regants de l'Esquerra de l'Ebre va adquirir el palau com a seu de l'entitat, per la qual cosa és conegut també com la Casa de les Aigües. L'any 2010, per la seva banda, també s'hi van traslladar els Serveis Territorials del Departament de Justícia a les Terres de l'Ebre, que van compartir, un temps, la seu amb la comunitat de regants fins al trasllat al nou edifici que la Generalitat té al carrer Montcada de Tortosa el 2017.